# Johann Jakob Segesser von Brunegg
Johann Jakob Segesser von Brunegg (* 14. Februar 1589 in Rom; † 7. April 1618 ebenda) war ein Schweizer Malteserritter und Schweizergardist.

## Leben
Johann Jakob Segesser von Brunegg, Mitherr zu Baldegg, gehörte zur jüngeren Luzerner Linie des Schweizer Ministerialengeschlechts Segesser von Brunegg. Er wurde am 14. Februar 1589 in Rom als Sohn des Gardehauptmanns Jost Segesser von Brunegg, Herr zu Baldegg  und Mitglied des Grossen Rates von Luzern, und seiner zweiten Ehefrau Afra von Fleckenstein geboren und am 16. August 1589 in St. Peter getauft.
1608 trat er in Speyer als Gnadenritter, d. h. ohne ausreichend adlige Herkunft, in den Johanniterorden ein; 1609 oder 1610 wurde er als Rechtsritter more helvetico, d. h. mit acht adeligen Vorfahren, 1614 more germanico, d. h. mit 16 adeligen Vorfahren, aufgeschworen. Seine Streitigkeiten, die er mit der deutschen Zunge des Ordens, zuerst über seine Nationalität, dann wegen seiner Anciennität hatte, endeten erst, als die Eidgenossen die schweizerischen Johanniterkommenden mit Arrest belegten.
1617 stand er bei der von seinem Halbbruder Stephan Alexander Segesser kommandierten Schweizergarde in Rom, als ein neuer Streit mit der deutschen Ordenszunge wegen Besetzung einer Komturei ausbrach. Wohl im Zusammenhang damit wurde er am Vorabend des Palmsonntags, 7. April 1618, vor der Basilika Santa Maria Maggiore durch einen Grafen Leli Capra meuchlings erstochen. Am folgenden Tag wurde er im Deutschen Campo Santo beigesetzt.